# کرم‌سوسماران
کرم‌سوسماران (به لاتین: Trogonophidae) (مارمولک‌های کرمی بر قدیم یا مارمولک‌های حلقه‌دار بیابانی)، خانواده کوچکی از کرمی‌مارمولکان است که شامل پنج گونه در چهار سرده است.

## محدوده جغرافیایی
کرم‌سوسمارها در شمال آفریقا، شاخ آفریقا، شبه‌جزیره عربستان و غرب ایران یافت می‌شوند.
کرم‌سوسمارها خزندگان بی‌اندام، گوشتخوار و مارمولک‌مانند هستند که بدن آنها برای نقب زدن بسیار اصلاح شده‌است. آنها تونل‌های خود را با یک حرکت نوسانی می‌سازند که خاک را با نیرو به دیوارها وارد می‌کند. برخلاف سایر کرمی‌مارمولکان، دندان‌های آن‌ها به جای قرار گرفتن در شیار، به فک‌هایشان جوش‌خورده است.

## گونه‌ها
چهار سرده زیر معتبر شناخته می‌شوند.
- آگامودون ویلهلم پترس، ۱۸۸۲ (سه گونه)
- دیپلومتوپون الکساندر نیکولسکی ۱۹۰۷ (تک‌گونه)
- پاکیکالاموس آلبرت گونتر، ۱۸۸۱ (تک‌گونه)
- تروگونوفیس یوهان یاکوب کاوپ، ۱۸۳۰ (تک‌گونه)